# Craig McLean (natation)
Ne doit pas être confondu avec Craig MacLean.
Craig Ross McLean (né le 25 octobre 1998 à Livingston) est un nageur britannique.